# ジム・コルネット
ジム・コルネット（Jim Cornette、本名：James Mark Cornette、1961年9月17日 - ）は、アメリカ合衆国のプロレスリング・マネージャー、ブッカー、プロモーター、コメンテーター。ケンタッキー州ルイビル出身。
1980年代から1990年代にかけて、NWA、WCW、WWFでヒールのマネージャーとして活躍。1990年代前半は自身の団体スモーキー・マウンテン・レスリング（SMW）を主宰し、2000年代前半はWWEのファーム団体OVWのオーナーを務めた。2000年代中盤からはTNAやROHで活動。

## 来歴
少年時代から筋金入りのプロレスファンで、各地のプロレス番組を視聴するために、3メートルものアンテナを家に取り付けていたという。10代の頃に裏方としてプロレス業界に入り、地元ルイビルを含むケンタッキー州とテネシー州一帯をサーキットエリアとしていたメンフィスのCWAで、リングアナウンサーやタイムキーパー、プロモーション・インタビューの制作などを手掛ける。カメラマン兼任の雑誌通信員としても活動し、日本のプロレス月刊誌『ゴング』（日本スポーツ出版社）にも写真や情報を提供していた。
1982年、CWAを主宰していたジェリー・ジャレット（後のTNA創始者）の発案により、シェリー・マーテルのマネージャーを担当。金持ちのドラ息子でマザコンというキャラクターを与えられ、以降は本格的にマネージャー業に転身する。1984年からはビル・ワットのMSWAでミッドナイト・エクスプレス（ボビー・イートン&デニス・コンドリー）を担当し、その後ダラス地区を経て1985年より彼らと共にジム・クロケット・ジュニアの運営するNWAミッドアトランティック地区に移籍。ママに買ってもらったというテニスラケットを誇らしげに携え、ベビーフェイス勢への罵詈雑言を早口で騒々しくまくし立てるウザさが観客や視聴者のヒートを買い、1980年代のアメリカン・プロレスを代表する悪党マネージャーの1人となった。
ミッドアトランティック地区ではブッカーも兼任していたが、同地区がテッド・ターナーに買収されWCWに移行してからは上層部との軋轢が生じるようになり、1990年11月に当時のWCW副社長ジム・ハードと衝突して退団。古巣のテネシーに戻り、音楽プロデューサーのリック・ルービンの協力のもと、1991年にノックスビルでスモーキー・マウンテン・レスリング（Smoky Mountain Wrestling）を旗揚げした。同団体はファンタスティックスやロックンロール・エクスプレスなど旧NWA勢を主軸に据えつつ、アル・スノー、グレン・ジェイコブズ、ボブ・ホーリー、ディーロ・ブラウン、クリス・ジェリコ、ランス・ストーム、ニュー・ジャック、クリス・キャンディード、タミー・リン・シッチなどの新しい才能を育て、彼らの飛躍の場ともなった。しかし財政面で苦戦を続け、1993年にWWFと業務提携を開始（同時期、ジェリー・ローラーのUSWAもWWFと提携を結んでいる）。コルネットもヘブンリー・ボディーズ（トム・プリチャード&ジミー・デル・レイ）のマネージャーとして、同年よりWWFのリングに登場した。

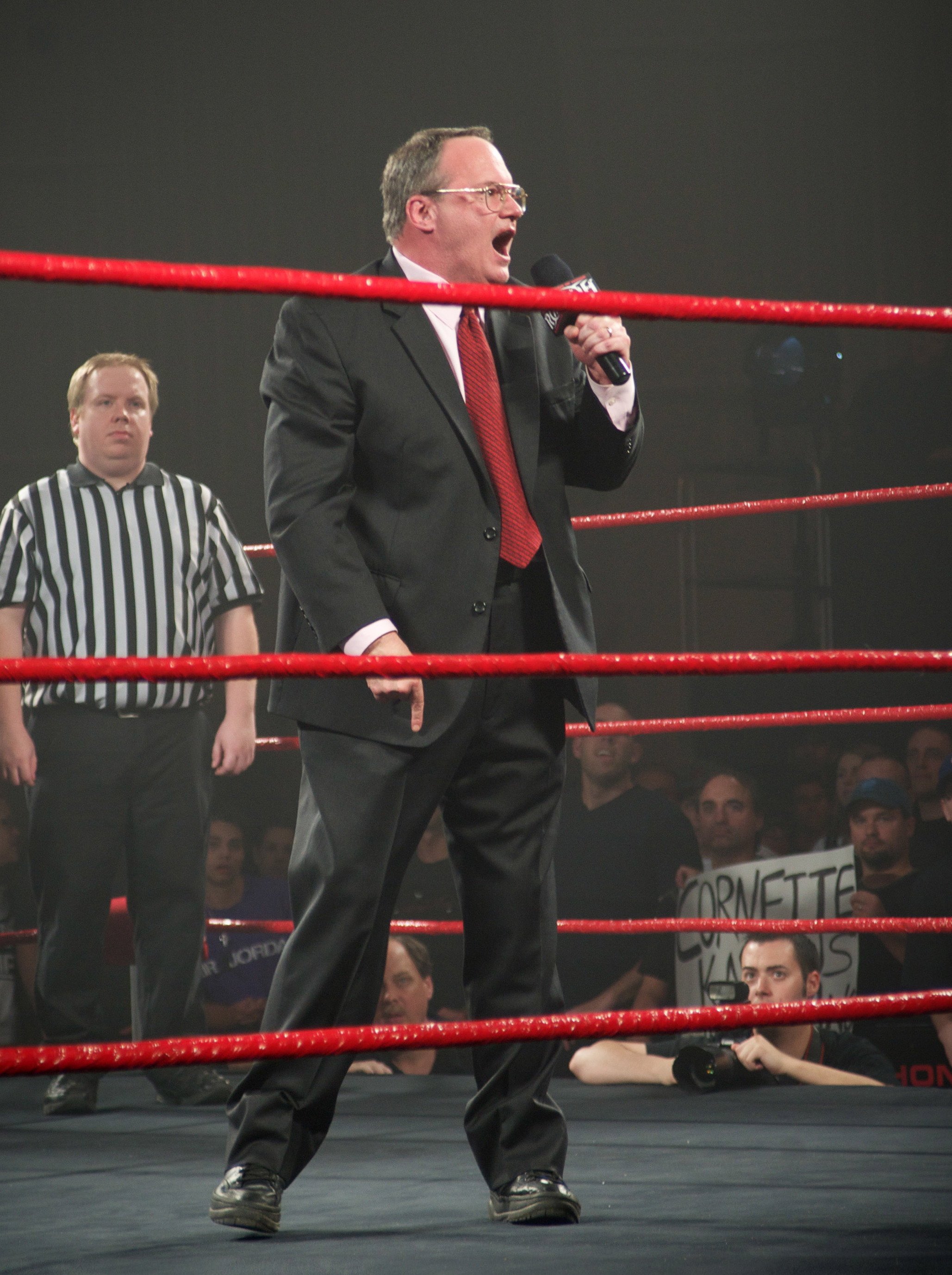
ROHでのジム・コルネット（2011年）

1996年の団体閉鎖後はWWFとフルタイム契約を結び、ベイダーらのマネージャーを担当する一方、ブッカーとしてクリエイティブ・チームにも参画。1997年からはカラー・コメンテーターも兼任し、1998年にはロックンロール・エクスプレスやバリー・ウインダムら1980年代のNWAのスターを集め、WWF対NWAの抗争アングルを仕掛けた。以降はプロデュース業務に専念し、2000年より地元ルイビルの下部団体OVWのヘッドブッカー兼オーナーを任される。ジョン・シナ、バティスタ、ランディ・オートンをはじめ数々のスーパースターを輩出したが、2005年7月にアンソニー・カレッリとバックステージで口論を起こし、彼を殴打したことによりオーナー職を解かれWWEを解雇された。以後、WWEからは離れているものの、リック・フレアーやリッキー・スティムボートなど様々なオフィシャルDVDのインタビューには登場している。
2005年には長年の功績が讃えられ、NWA殿堂入りを果たした。その後ROHを経て、2006年6月18日よりTNAに登場。番組内で「マネージメント・ディレクター」を演じつつ、ストーリーの立案にも関わった。なお、ジェリー・ジャレットのCWAで働いていたコルネットはジェフ・ジャレットのことをローティーンの頃から知っており、WWFで彼のマネージャーを務めていたこともある。
2009年9月にTNAとの契約を解除され（WWFやWCWのシナリオライターだったビンス・ルッソのヘッドブッカー起用など、TNAの新方針に不満を持っていたことが原因とされる）、以降はエグゼクティブ・プロデューサーとしてROHに復帰した。ROHとOVWの業務提携により、2010年9月からはOVWのヘッドブッカーにも復職したが、2011年11月よりOVWがTNAとの提携を開始してからは再びOVWと袂を分かち、2012年までROHで活動。ストーリー上でもコミッショナー役を演じた。
2017年3月31日、フロリダ州オーランドのアムウェイ・センターで行われたWWE殿堂の式典において、殿堂に迎えられたロックンロール・エクスプレスのインダクターを担当。久々のWWE登場が実現した。2019年にはメジャー・リーグ・レスリングのカラー・コメンテーターを務めた。

## 担当選手

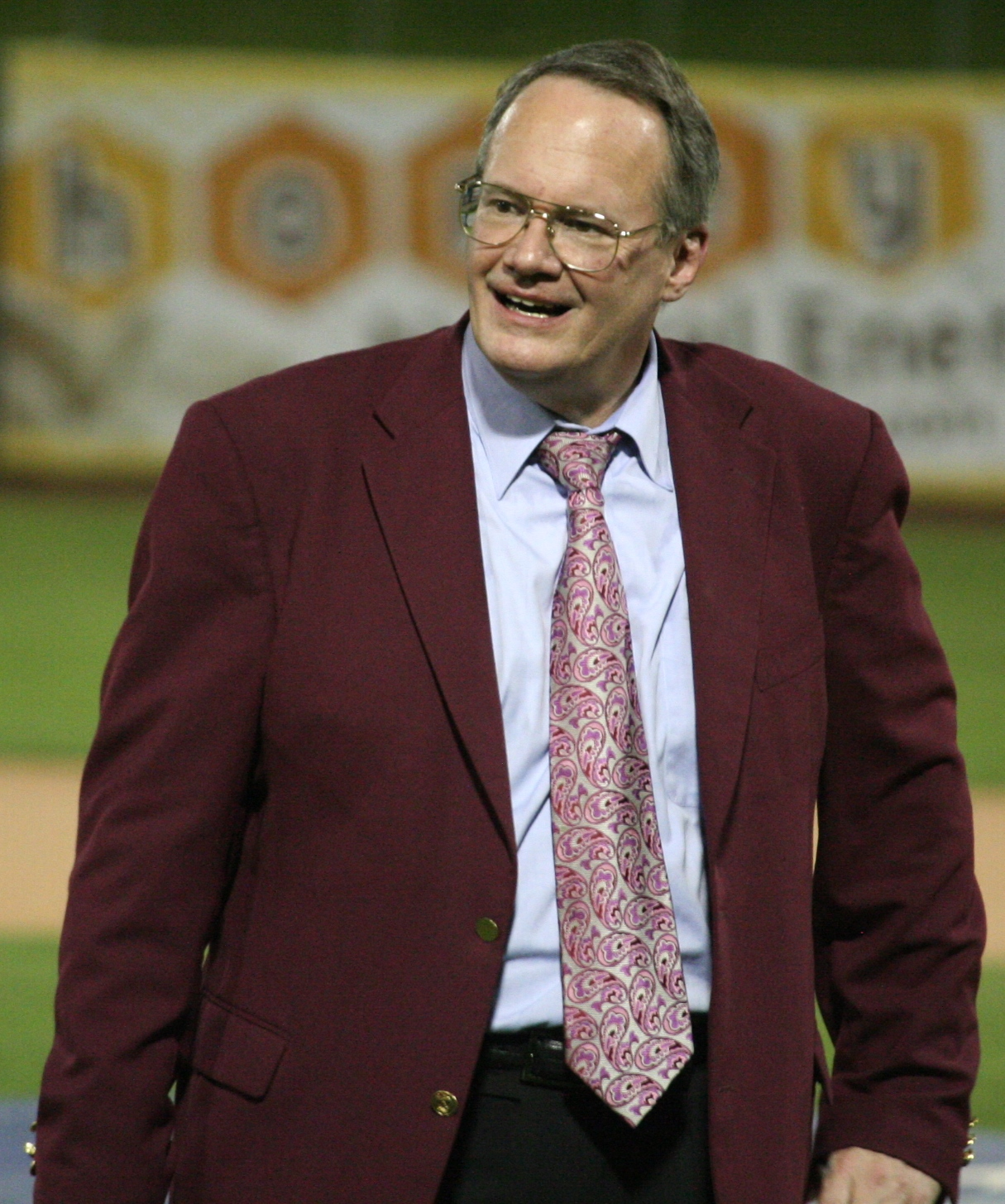
GFWでのジム・コルネット（2015年）

- シェリー・マーテル
- クラッシャー・ブルームフィールド
- ダッチ・マンテル
- カール・ファジー
- ドン・バス
- ロジャー・スミス
- アポカリプス
- エイドリアン・ストリート
- ジェシー・バー
- ケン・パテラ
- ジ・エンジェル
- フィル・ヒッカーソン
- ナイトメアーズ（英語版）
（ダニー・デービス（英語版）、ケン・ウェイン（英語版））
- ミッドナイト・エクスプレス
（デニス・コンドリー、ボビー・イートン、スタン・レーン）
- ブッチ・リード
- ハーキュリーズ・ヘルナンデス
- ビッグ・ババ・ロジャース
- バディ・ランデル
- ファビュラス・ワンズ
（スティーブ・カーン、スタン・レーン）
- ダイナミック・デューズ
（ジョニー・エース、シェーン・ダグラス）
- ファンタスティックス
（トミー・ロジャース、ボビー・フルトン）
- ロックンロール・エクスプレス
（リッキー・モートン、ロバート・ギブソン）
- ムーンドッグス
（ムーンドッグ・スポット、ムーンドッグ・レックス）
- キラー・カイル（英語版）
- アル・スノー
- ユナボム
- ブライアン・リー
- ザ・パニッシャー
- ヘブンリー・ボディーズ（英語版）
（スタン・レーン、トム・プリチャード、ジミー・デル・レイ）
- マンター
- サルバトーレ・シンシア（英語版）
- ヨコズナ
- ブリティッシュ・ブルドッグ
- オーエン・ハート
- ベイダー
- バリー・ウインダム
- ジェフ・ジャレット
- ダン・スバーン
- ニュー・ミッドナイト・エクスプレス
（ボンバスティック・ボブ、ボディシャス・バート）
- マーク・ヘンリー
- マット・モーガン
- クリストファー・ダニエルズ
- ブリスコ・ブラザーズ
（ジェイ・ブリスコ、マーク・ブリスコ）

## 関連人物
- ポール・ヘイマン
ヘイマンがマネージャー時代に手本としていたのがコルネットであり、共に資産家のバカ息子という設定で、コルネットのテニスラケットに対しヘイマンは携帯電話を小道具にしていた。裏方やマスコミの仕事を通してプロレス業界に入り、ヒールのマネージャーを経て自らの団体を興し、その才能をビンス・マクマホンに見込まれWWEのクリエイティブ・スタッフとなった経緯まで、両者の共通点は多い[15]。また、2005年にコルネットがOVWのオーナー職を解かれてからは、ヘイマンが同団体のチーフ・ブッカーを後任した。1980年代末のNWA時代、両者はマネージャー同士の抗争を展開している[15]（1989年7月のグレート・アメリカン・バッシュでは、両者によるタキシード・マッチが行われた[16][17]）。その際ヘイマンはコルネットに「お前の職を奪ってやる」などと挑発しており[3]、10数年を経てそれが現実に起こった形となったが、その後ヘイマンもWWEを解雇された。なお、コルネットはTNA参戦時の記者発表でヘイマンについて、人間的には感心できないが彼の才能は認めている旨の発言をしている。